# セントラルメンテナンス
セントラルメンテナンス株式会社 （英:  Central Maintenance Co.,Ltd.）は、愛知県に本社を置く東海旅客鉄道（JR東海）の子会社。

## 概要
東海道新幹線およびJR東海在来線の車両清掃業務や、駅施設の清掃業務を行っている。
その他、JR関連施設のベッドメイク、分岐器（ポイント）および線路内の清掃なども行っている。

## 沿革
- 1964年（昭和39年）4月1日 - 名古屋整備株式会社設立。
- 1967年（昭和42年）3月1日 - 中部車両整備株式会社設立。
- 1998年（平成10年）4月1日 - 両社合併によりセントラルメンテナンス株式会社設立[2]。

## 拠点・ネットワーク

### 研修センター
- 研修センター

### 事業所
凡例 - （駅）：駅施設、（車）：車両清掃
- 熱田事業所（駅）
- 岡崎事業所（駅）
- 名古屋事業所（駅・車）
- 名古屋車両事業所（車）
- 新幹線名古屋事業所（車）
- 岐阜事業所（駅・車）
- 大垣事業所（車）
- 太田事業所（車）
- 高山事業所（駅）
- 神領事業所（車）
- 多治見事業所（駅）
- 中津川事業所（駅）
- 伊勢事業所（駅・車）
- 紀伊長島事業所（駅）

### 支所
凡例 - （駅）：駅施設
- 大垣支所（駅）
- 米原支所（駅）
- 岐阜羽島支所（駅）
- 豊田支所（駅）
- 亀山支所（駅）

## 加盟団体
- 愛知県ビルメンテナンス協同組合
- 愛知県社会保険協会
- 名古屋西労働基準協会
- 日本鉄道運輸サービス協会

## 労働組合
- セントラルメンテナンス労働組合（JR東海グループ労働組合連合会）